# Didelphis virginiana
La zarigüeya de Virginia, tlacuache norteño, tlacuache de Virginia, zarigüeya americana, zarigüeya norteamericana, tacuacin o, simplemente tlacuache o  mykure (Didelphis virginiana) es una especie de marsupial didelfimorfo de la familia Didelphidae.
En Colombia, en la región andina se les conoce como runcho o fara, mientras que en los llanos orientales se les llama chuchas. En algunas regiones de Argentina se les llama comadreja, lo que a veces genera confusión con el mamífero didelphis albiventris. 
Es un hábil animal, que se distribuye desde el sur de Canadá a Centroamérica. Fue introducido a California en 1910. Sus ancestros evolucionaron en Sudamérica, pero se le facilitó su distribución a América del Norte por la aparición del Istmo centroamericano, así como durante el gran intercambio americano hace 3 millones de años. Debido a la pérdida de su hábitat natural, con frecuencia es visto en los pueblos comiendo y habitando en basureros o en el suelo de las calles como víctima de atropello por vehículo motorizado. Es un animal nocturno y solitario, del tamaño de un gato doméstico. Tiene una cola prensil y pulgares oponibles en las patas traseras.

## Descripción
Los tlacuaches son animales de tamaño mediano pesando en promedio 2.8 kg los machos y 1.9 kg las hembras. Tienen pelaje de color gris aunque este varía dependiendo de la región, siendo los animales norteños de color más claro (especialmente la cara), mientras que en el sur los colores tienden a ser más oscuros. Es un animal omnívoro que se alimenta principalmente de insectos y fruta aunque también consume otros vertebrados.
Los tlacuaches tienen un periodo de gestación muy corto: 13 días, después de los cuales los recién nacidos pasan al marsupio y se adhieren a un pezón de la madre para alimentarse, permaneciendo en esta condición aproximadamente 100 días más. Las hembras producen generalmente de dos a tres camadas por año con un promedio de seis a nueve juveniles por camada.

## Distribución geográfica
Su distribución es desde el sur de Canadá, oriente de Estados Unidos y México y toda Centroamérica, incluyendo Panamá

## Comportamiento
Son animales de hábitos nocturnos. Cuando se siente amenazado, expulsa un fuerte olor y se hace el muerto. Suelen abrir su hocico para amenazar pero son tranquilos y asustadizos. Al contrario de lo que se cree no poseen ningún olor desagradable solo el que expulsan cuando se encuentran en una situación de riesgo.